# Linda Le Bon
Linda Le Bon (geboren am 20. Juli 1964) ist eine Behindertensportlerin. Sie startet für Österreich im Para-Klettern (Paraclimbing) und war früher für ihr Herkunftsland Belgien im Para-Skifahren aktiv. Sie startet auf Grund ihrer starken Sehbeeinträchtigung als Folge einer Makuladegeneration in der Klasse B2 für sehbeeinträchtigte Athleten.

## Karriere

### Skifahren
Le Bon und ihre Ansagerin und Tochter Ulla Gilot qualifizierten sich für Belgien an den Paralympics 2022 in Peking, China, teilzunehmen. Pierre Couquelet war ursprünglich als Le Bons Ansager vorgesehen, konnte aber auf Grund eines positiven Dopingtests nicht als Guide zur Verfügung stehen. Laut Couquelet waren medizinisch notwendige Medikamente, für die er keine Ausnahmegenehmigung beantragt habe, ursächlich. Le Bon trat bei fünf alpinen Bewerben bei den Paralympischen Spielen an und konnte 3 Top 7 Ergebnisse erzielen. Sie war während der Abschlusszeremonie Fahnenträgerin für Belgien. Nach einer Knieverletzung beendete Le bon ihre professionelle Skikarriere und fokussiert sich jetzt auf Paraclimbing.

### Klettern
Le Bon lebt seit 2010 in Taxach (Rif) bei Salzburg und startet für den Kletterverband Österreich.
Sie hatte ihr Weltcupdebüt beim IFSC Paraclimbing Weltcup 2023 in Innsbruck und wurde Vierte, wobei ihre Klasse B2 in die schwerere B3-Klasse gemergt wurde. Beim folgenden Weltcup in Villars gewann sie in der Klasse B2 die Silbermedaille. Sie nahm auch an den Paraclimbing Weltmeisterschaften 2023 in Bern teil, wo sie das Podium knapp verpasste und Vierte wurde.
In ihrer zweiten Saison 2024 gewann sie ihre erste Goldmedaille beim IFSC Paraclimbing Weltcup in Innsbruck (B2), nachdem sie beim ersten Weltcup in Salt Lake City nur Sechste wurde, wo sie allerdings erneut in der gemergten B3-Klasse an den Start gehen musste. Bei den IFSC Paraclimbing Europameisterschaften in Villars-sur-Ollon 2024 gewann sie die Bronzemedaille. Sie beendete ihre Saison mit einer zweiten Goldmedaille beim IFSC Paraclimbing Weltcup in Arco (Italien) am 28. September 2024.
Ins Jahr 2025 konnte sie mit dem erneuten Österreichischen Staatsmeistertitel sowie ihrem dritten Weltcupsieg beim IFSC Para Climbing Weltcup in Salt Lake City starten.